# Рассказова, Нина Александровна
Нина Александровна Рассказова (Романенко) (6 июля 1944, Москва) — советская спортсменка-стрелок.
Чемпионка мира 1966 года (Висбаден, ФРГ, стрельба из малокалиберного пистолета, 25 м), серебряный призёр чемпионата мира 1970 года. Чемпионка мира 1970 года в командном первенстве (стрельба из пневматического пистолета, 10 м) совместно с Н. Столяровой и Н. Ибрагимовой. 8-кратная победительница чемпионатов СССР в личном и командном первенствах.
Выступала за «Динамо». Училась в Академии МВД СССР.